# Regra de Santo Agostinho
A Regra de Santo Agostinho é um conjunto de regras criadas por Santo Agostinho de Hipona que se refere à vida monástica de muitas comunidades e ordens religiosas católicas desde o século V até hoje.

## Visão geral
Os princípios essenciais da Regra de Santo Agostinho são:
A Pobreza, a Castidade,a Obediência, o desapego do mundo, a repartição do trabalho, o dever mútuo de superiores e irmãos, a caridade fraterna, a oração, a abstinência comum e proporcional à força do indivíduo, o cuidado dos doentes, o silêncio, a leitura e a vida em fraternidade.

## História
O título, Regra de Santo Agostinho, foi aplicado a cada um dos seguintes documentos:
- Carta 221, dirigida para comunidades compostas por mulheres;
- Sermões 355 e 356, intitulados "De vita et moribus clericorum suorum";
- Consortia monachorum, uma parte da Regra elaborada por clérigos;
- Regula Secunda (Regra Segunda);
- De vitâ eremiticâ ad sororem liber;

## Carta 221

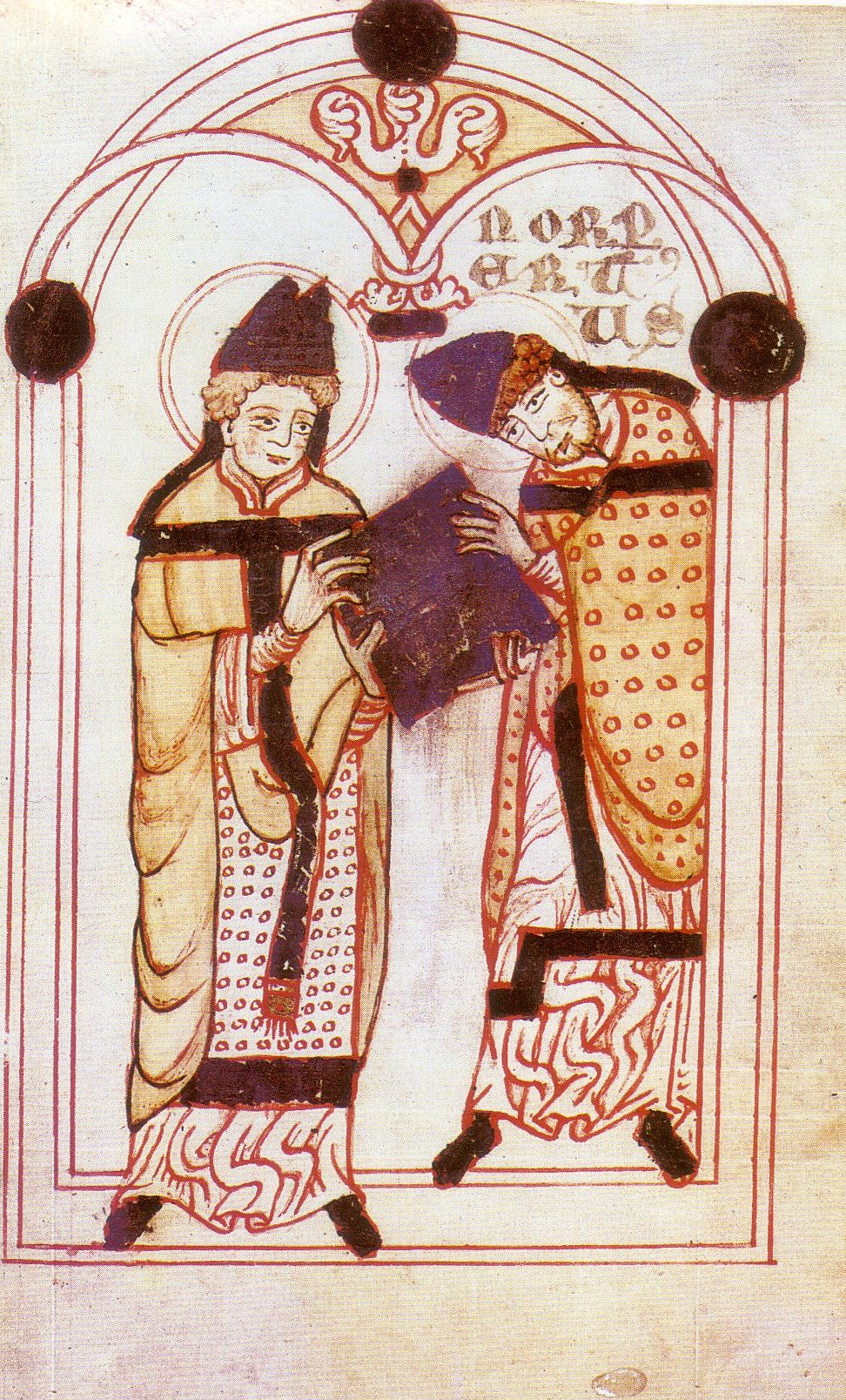
Agostinho apresentando sua regra à Norberto de Xanten

A carta escrita por Santo Agostinho para as freiras em Hipona no ano 423, teve a finalidade de restaurar a harmonia em sua comunidade, lida com a reforma de certas fases do monaquismo como é entendido por ele. Este documento, com certeza, não contém tão claramente, instruções muito minuciosas, como são encontradas na Regra beneditina, porque nenhuma regra completa já havia sido escrita antes do tempo de São Bento, no entanto, o Bispo de Hipona é um legislador e sua carta foi escrita para ser lida semanalmente. As freiras deveriam respeitá-la ou se arrepender de qualquer violação da mesma. Ele considera a pobreza o fundamento principal da vida religiosa, mas não atribui menos importância à caridade fraterna, que consiste em viver em paz e concórdia. Para o superior, em particular, é recomendada a prática dessa virtude, embora não, naturalmente, ao extremo de omitir para não castigar os culpados. No entanto, Santo Agostinho deixa livre para determinar a natureza e a duração da pena imposta, em alguns casos, ser for mesmo necessário, expulsar freiras que se tornassem incorrigíveis.
Superiores devem determinar funções no convento, que devem ser realizadas pelos membros de sua comunidade, uma deveria cuidar dos doentes, outra da adega, outra do guarda-roupa, e ainda outra responsável pelos livros que devem ser distribuídos entre as irmãs. As freiras fazem os seus hábitos que consistem em um vestido, um cinto e um véu. Oração, em comum, ocupa um lugar importante em suas vidas, sendo realizadas na capela, em horário determinado, compreendendo, salmos e leituras. Algumas orações são simplesmente recitadas enquanto outras, são cantadas, mas como Santo Agostinho não entra em nenhum detalhe, é de se supor que cada mosteiro rezasse de acordo com a liturgia da diocese em que estiver situado. As irmãs que desejam levar uma vida mais contemplativa são autorizadas a seguir devoções especiais em particular. A seção da regra que se aplica a comer, apesar de restrita em alguns aspectos, é descrita discretamente, pelo Bispo de Hipona. O jejum e a abstinência são recomendados apenas em proporção à força física de cada membro, e quando Agostinho fala de jejum obrigatório, especifica que aqueles que são incapazes de esperar a noite, devem comer conforme for necessário. As freiras devem se possível abster-se de carne. No entanto, os doentes e os enfermos precisam de cuidados mais ternos, e certas concessões são feitas em favor daqueles que, antes de entrar na ordem, levavam uma vida de luxo. Durante as refeições alguma instrução deve ser lida em voz alta para as freiras.

## De vitâ et moribus clericorum suorum
Em seus sermões 355 e 356, Santo Agostinho discursa sobre a observância monástica do voto de pobreza. Antes de fazer seus votos, as freiras ou frades despojam-se de todos os seus bens, e o mosteiro se torna responsável pelo fornecimento de tudo que for necessário para cada um, e tudo o que eles ganharem ou receberem, deve ser entregue a um fundo comum, e os mosteiros têm direito de terem posses.

## De vitâ eremiticâ ad sororem liber
"De vita eremiticâ ad sororem liber" é um tratado sobre a vida eremítica, criada pelo Beato Elredo de Rievaulx, Abade de Rievaulx, Inglaterra, que morreu em 1166. A Carta 221 é dirigida a freiras em um mosteiro que tinha sido governado pela irmã de Santo Agostinho, e no qual sua prima e sua sobrinha viviam. Seu objetivo ao escrevê-la foi apenas a resolver pequenos problemas, como à nomeação de um novo superior, mas ele aproveitou a oportunidade para discorrer sobre algumas das virtudes e práticas essenciais para a vida religiosa. Ele escreve sobre a caridade, o desapego sobre as coisas mundanas, a pobreza, obediência , a repartição do trabalho, o dever mútuo de superiores e frades ou freiras, caridade fraterna, a oração em jejum, a abstinência comum e proporcional à força do indivíduo, o cuidado dos doentes, silêncio, a leitura durante as refeições, etc. Em seus dois sermões "De vita et moribus clericorum suorum" Agostinho tenta dissipar as suspeitas criadas pelos fiéis de Hipona contra o clero que participava da  vida monástica com ele em sua residência episcopal. A leitura destes sermões divulga o fato de que o bispo e seus padres observavam a pobreza rigorosa, seguindo o exemplo dos Apóstolos e dos primeiros cristãos, usando seu dinheiro em comum. Isto foi chamado de Regra Apostólica. Santo Agostinho, no entanto, vai discorrendo sobre a vida religiosa e as suas obrigações em outras ocasiões.

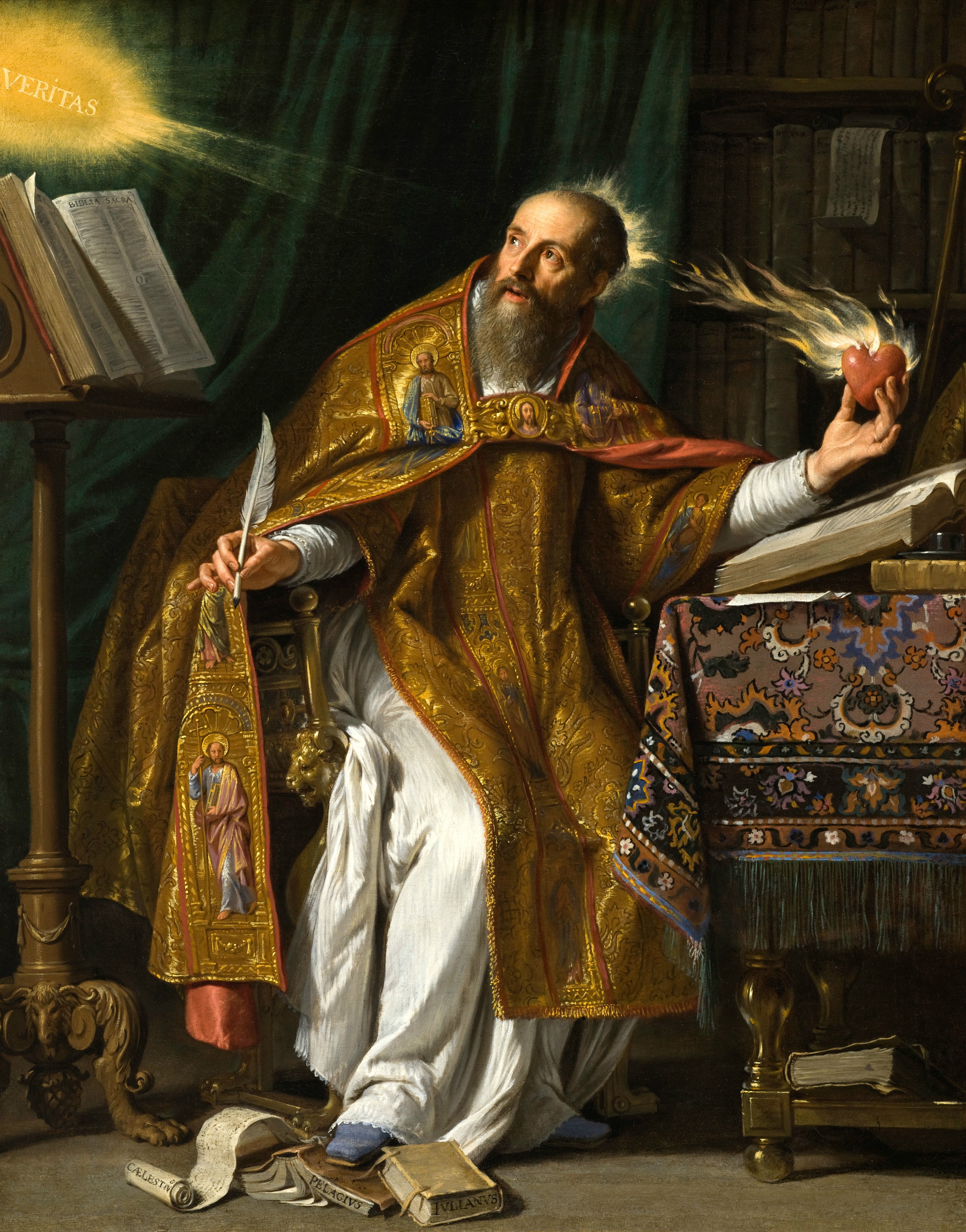
Santo Agostinho, por Philippe de Champaigne

## De opere monarchorum
Aurélio, Bispo de Cartago, se perturbava com a conduta de monges que se entregavam a ociosidade sob o pretexto de contemplação, e, a seu pedido Santo Agostinho publicou um tratado intitulado "De opere monarchorum", onde ele prova pela autoridade da Bíblia, o exemplo dos Apóstolos, e mesmo as exigências da vida, em que o monge é obrigado a dedicar-se ao trabalho sério. Em várias de suas cartas e sermões, é encontrado um complemento útil ao seu ensinamento sobre a vida monástica e deveres que ela impõe. Estes são de fácil acesso à edição beneditina, onde pode ser consultado sob as palavras: monachi, monachae, monasterism, Monastica vita, sanctimoniales.
Em seu tratado, "De opere monarchorum", ele fala sobre a necessidade do trabalho, sem, no entanto, submetê-lo a qualquer regra. Monges dedicados ao ministério eclesiástico observam o preceito do trabalho, a partir do qual os doentes são de observância legitimamente dispensada. Estas, então, são as prescrições monásticas mais importantes encontrados nas cartas e escritos de Santo Agostinho.